# Susanna Fogel
Susanna Fogel é uma cineasta e roteirista norte-americana.